# Elvina Kalieva
Elvina Kalieva (27 juli 2003) is een tennisspeelster uit de Verenigde Staten van Amerika. Zij begon op zesjarige leeftijd met het spelen van tennis. Haar favoriete ondergrond is hardcourt. Zij speelt rechtshandig. Zij is actief in het internationale tennis sinds 2017.

## Loopbaan
In 2021 kreeg Kalieva een wildcard met Bruno Kuzuhara voor het gemengd dubbelspel op het US Open.
In september 2022 won Kalieva haar eerste titel, op het ITF-dubbelspeltoernooi van Berkeley, samen met landgenote Peyton Stearns.
In mei 2023 won Kalieva haar eerste enkelspeltitel, op het ITF-toernooi van Villach-Warmbad (Oostenrijk).

## Posities op deWTA-ranglijst
Positie per einde seizoen:
| jaar | rang enkelspel | rang dubbelspel |
| ---- | -------------- | --------------- |
| 2019 | 1138           | 1253            |
| 2020 | 1212           | –               |
| 2021 | 404            | 757             |
| 2022 | 229            | 206             |

## Persoonlijk
Kalieva is de jongere zus van Arthur Kaliyev, die professioneel ijshockey speelt.

## Resultaten grandslamtoernooien
| Legenda | Legenda                          |
| ------- | -------------------------------- |
| g.t.    | geen toernooi gehouden           |
| l.c.    | lagere categorie                 |
| –       | niet deelgenomen                 |
| G       | uitgeschakeld in de groepsfase   |
| 1R      | uitgeschakeld in de eerste ronde |
| 2R      | uitgeschakeld in de tweede ronde |
| 3R      | uitgeschakeld in de derde ronde  |
| 4R      | uitgeschakeld in de vierde ronde |
| KF      | uitgeschakeld in de kwartfinale  |
| HF      | uitgeschakeld in de halve finale |
| F       | de finale verloren               |
| W       | het toernooi gewonnen            |
| w-v     | winst/verlies-balans             |

### Enkelspel
geen deelname

### Vrouwendubbelspel
geen deelname

### Gemengd dubbelspel
| toernooi        | 2021 |
| --------------- | ---- |
| Australian Open | –    |
| Roland Garros   | –    |
| Wimbledon       | –    |
| US Open         | 1R   |